# Визель, Александр Георгиевич
Александр Георгиевич Визель (16 ноября 1942, Ташкент — 5 июля 2024, Ханты-Мансийск) — советский и российский график, живописец. Работал в технике акварели, линогравюры, офорта; автор тематических композиций. Заслуженный художник Российской Федерации (2001).

## Биография
Родился в 1942 году в Ташкенте. Мать —  Григорьева Нина Ивановна, балерина. Отец — Георгий Александрович Визель (1912—1997), выпускник Московского художественного училища (1934), ученик В. А. Фаворского, главный художник театра оперы и балета им. Алишера Навои в Ташкенте, заслуженный деятель искусств Узбекской ССР. Троюродный дед — Эмиль Оскарович Визель.
Учился в Ташкентском художественном училище им. П. П. Бенькова (1960—1965) у А. М. Рожкова. В 1970 году окончил с отличием Художественное отделение Ташкентского театрально-художественного института им. А. Н. Островского по специальности график-станковист (ученик В. Н. Ковинина) и остался работать там преподавателем (1970—1980).
C 1975 — член Союза Художников СССР (секция «Графика»).
В 1970-е годы в его графических листах преобладает историко-революционная тема, национальные и этнические особенности жизни узбекского народа («Революция в Средней Азии», триптих по роману Айбека «Священная кровь», «Архитектура Средней Азии»). Много времени художник уделял иллюстрации — создавал работы к книгам Ф. М. Достоевского, Д. Лондона, А. Фадеева, Б. Боксера, обращался к Аристотелю и эпосу Востока («Персидские сказки», «Узбекские народные сказки»). Известен диафильм «Эгры и Тугры» его авторства (Киностудия научно-популярных и документальных фильмов Узбекистана, 1971), а также почтовая открытка (Ташкент, 1968) с изображением героини Гражданской войны Майны Хасановой.
В 1982 году Визель с семьёй переезжает в Тюмень, где с успехом проходит его персональная выставка. Позднее, к 1985 году, он создаёт цикл станковых линогравюр, посвященных истории Тюмени, представленный на выставке произведений тюменских художников, посвященной 400-летию города. В этой серии были портретные изображения исторических лиц — Ермака, воевод-основателей города, хана Кучума, декабристов. Впоследствии работы были приобретены Тюменской областной картинной галереей и РОСИЗО.
Разноплановость художника проявилась в его работах в области керамики — совместно с женой, народной художницей Галиной Визель он выполнил несколько керамических панно для интерьеров общественных зданий Тюмени.
С 1992 года Александр Визель преподавал в Тюменском институте искусств и культуры, являлся доцентом, продолжая при этом заниматься творчеством. Он много пишет акварелью и маслом, часто обращаясь к излюбленным темам истории (серия «Освоение Сибири») и старой архитектуры России.
Совместные выставки Александра и Галины Визель в 1990—2000-е годы проходили во многих городах России и Германии (1997 Лер и Целле, Германия; 1999 Тюмень и Когалым; 2000 Мегион и Покачи; 2002 Тюмень).
В 2002 году с семьёй переехал жить в Ханты-Мансийск. Преподавал в Ханты-Мансийском колледже-интернате искусств для одарённых детей Севера.
В 2007 году в Ханты-Мансийске прошла прошла персональная выставка к 65-летию со дня рождения Александра Визеля и 35—летию творческой деятельности Галины Визель.
В феврале 2011 года своеобразным этапом творческой деятельности супругов стала экспозиция «Экология духа», посвященная 80-летию Югры, открывшаяся в залах РАХ в Москве.
В 2012 году к 70-летию художника в Государственном художественном музее Ханты-Мансийска прошла его юбилейная персональная выставка, где было представлено 30 работ.
В 2022 году к его 80-летию в Доме-музее народного художника СССР В. А. Игошева прошла его персональная выставка.
Работы художника представлены в собраниях музеев России (Государственная Третьяковская галерея, Музейный комплекс имени И. Я. Словцова, Тобольский историко-архитектурный музей-заповедник, Музей геологии, нефти и газа, Государственный художественный музей (г. Ханты-Мансийск), Когалымский музей изобразительных искусств, Тюменский областной музей изобразительных искусств, Тюменский областной краеведческий музей) и  в частных собраниях России, Швеции, Италии, Бельгии.
Творческий путь семьи Визель продолжают их дочь Инга — художник и дизайнер и сын Глеб — дизайнер,  доцент кафедры дизайна среды и интерьера Национального института дизайна.
Скончался 5 июля 2024 года в Ханты-Мансийске в возрасте 81 года.

## Награды и звания
- Заслуженный художник Российской Федерации (2001)
- Диплом Академии художеств за участие в выставке «Урал», (2005)
- Диплом Департамента культуры за участие в V окружной выставке «Югра художественная», (2005)
- Диплом Лауреата Международного арт-пленэра «ART-UGRA» (2007)
- Золотая медаль Союза художников России. Персональная выставка в Москве, (2011)
- Медаль Академии художеств «Шувалов», (2012)
- Диплом Единой России за большой вклад в искусство, (2014)

## Внешние видеоссылки
- Александр Визель // Телеканал Югра. 2018.